# Plesching
Plesching  ist ein Ort bei Linz im Mühlviertel in Oberösterreich wie auch Ortschaft der Gemeinde Steyregg im Bezirk Urfahr-Umgebung.

## Geografie
Das  Dorf befindet sich nahe an der Stadtgrenze zu Linz nach der Ortschaft Katzbach Richtung Steyregg. Es liegt am Nordostrand des Linzer Felds, unweit der Donau. Hier erheben sich die Niederterrassen der Donautalung zu den Mühlviertler Randlagen. Der Ort liegt an der Pleschinger Straße (L569).
Das Dorf umfasst um die 1100 Einwohner. Der eigentliche Ort Plesching liegt an der Pleschinger Straße unweit des in den 1970er Jahren angelegten Pleschinger Sees. An der Lachstattstraße nahe der Gemeindegrenze zu Linz und Engerwitzdorf am Fuße des Pfenningbergs liegt die Siedlung Plesching am Pfenningberg.

## Geschichte
Der Name geht auf altslawisch pleš (kahle, unbewachsene Fläche) zurück. Der Flurname ging auf die Siedlung über.
Ursprünglich war Plesching ein kleines Bauerndorf, ähnlich dem benachbarten, zu Linz gehörenden Katzbach. Ab den 1960er Jahren wurden vermehrt Einfamilien- und Reihenhäuser errichtet und vor allem Linzer zogen hierher. So entstand auch die Chemiesiedlung, eine Reihenhaussiedlung für Bedienstete der Chemie Linz. Die Linzer Buslinie 33 der Linz AG wurde um 1980 von Katzbach nach Plesching verlängert und erschließt so den Ort und den Pleschinger See, der ein beliebtes Naherholungsgebiet für die Linzer Bevölkerung ist.
Da die Bewohner Pleschings einerseits hauptsächlich Zuzügler aus Linz sind und andererseits Plesching vom Steyregger Zentrum einige Kilometer entfernt liegt und daher kaum Beziehungen zur restlichen Gemeinde Steyregg bestehen, wurde immer wieder die Eingemeindung des Orts Plesching zu Linz diskutiert bzw. dies auch von Bürgerinitiativen gefordert, jedoch bis dato nicht umgesetzt.